# Stefan Rieser
 Stefan Rieser, né le 6 janvier 1999, est un  skieur alpin autrichien.

## Biographie
En janvier 2019, il remporte l'épreuve de descente aux championnats autrichiens de la jeunesse se déroulant à Innerkrems. Il dispute ses premiers championnats du monde juniors en février 2019 à Val di Fassa, où il prend la 12e place du super G.
En décembre 2019, il marque ses premiers points en coupe d'Europe dans le combiné de Santa Caterina. Il obtient son premier podium en coupe d'Europe deux mois plus tard en février 2020 en se classant 3e du super G de Sella Nevea. Deux semaines plus tard il accède à un second podium avec une 3e place sur la descente de Kvitfjell. En mars 2020 à Narvik il est sacré champion du monde juniors du super G, et il obtient la médaille de bronze de la descente en finissant derrière Alexis Monney et Simon Talacci.
En janvier 2023, il décroche ses deux premières victoires en coupe d'Europe en remportant les descentes de Sella Nevea. Il termine la saison à la 6e place du classement général de la coupe d'Europe, et prend aussi la 4e place du classement général de la descente.
A mi-décembre 2023 il remporte un troisième succès en coupe d'Europe dans la descente de Santa Caterina. A la fin de ce même mois, il dispute sa première épreuve de coupe du monde dans la descente de Bormio. Il finit la saison à la 3e place du classement général de la coupe d'Europe de descente. Grâce à ce résultat il obtient son ticket nominatif pour la coupe du monde 2024-2025, lui permettant de participer à toutes les épreuves de descente sans passer par des qualifications au sein de l'équipe autrichienne,.
Le 21 décembre 2024, il marque ses premiers points en coupe du monde avec une belle 16e place sur la décente de Val Gardena.
Il est licencié au WSV Dorfgastein,.

## Palmarès

### Coupe du monde
11 épreuves disputées (à fin mars 2025)
- Meilleur classement au Général : 112e en 2024-2025 avec 24 points
- Meilleur classement de descente : 29e en 2024-2025 avec 24 points

- Meilleur résultat sur une épreuve de descente : 16e à Val Gardena le 21 décembre 2024

#### Classements
| Saison / Épreuve | Saison / Épreuve | Général | Général | Descente | Descente | Super G | Super G | Géant  | Géant  | Slalom | Slalom | Combiné | Combiné |
| ---------------- | ---------------- | ------- | ------- | -------- | -------- | ------- | ------- | ------ | ------ | ------ | ------ | ------- | ------- |
| Saison / Épreuve | Saison / Épreuve | Class.  | Points  | Class.   | Points   | Class.  | Points  | Class. | Points | Class. | Points | Class.  | Points  |
| 2025             | 2025             | 112e    | 24      | 41e      | 24       | 29e     | 57      | -      | -      | -      | -      | -       | -       |

### Championnats du monde juniors
| Épreuve / Édition          | Descente | Super G | Slalom géant | Slalom | Combiné | Team event |
| Mondiaux 2019 Val di Fassa | 19e      | 12e     | -            | -      | Abandon | -          |
| Mondiaux 2020 Narvik       | Bronze   | Or      | annulé       | annulé | annulé  | annulée    |

### Coupe d'Europe
9 podiums dont 3 victoires :
- 1er de la descente de Sella Nevea le 12 janvier 2023
- 1er de la descente de Sella Nevea le 13 janvier 2023
- 1er de la descente de Santa Caterina le 15 décembre 2023

#### Classements
| Saison / Épreuve | Saison / Épreuve | Général | Général | Descente | Descente | Super G | Super G | Slalom géant | Slalom géant | Slalom | Slalom | Combiné | Combiné |
| ---------------- | ---------------- | ------- | ------- | -------- | -------- | ------- | ------- | ------------ | ------------ | ------ | ------ | ------- | ------- |
| Saison / Épreuve | Saison / Épreuve | Class.  | Points  | Class.   | Points   | Class.  | Points  | Class.       | Points       | Class. | Points | Class.  | Points  |
| 2020             | 2020             | 36e     | 190     | 22e      | 72       | 13e     | 112     | -            | -            | -      | -      | 42e     | 26      |
| 2021             | 2021             | 47e     | 158     | 33e      | 32       | 15e     | 126     | -            | -            | -      | -      | -       | -       |
| 2023             | 2023             | 6e      | 492     | 4e       | 234      | 8e      | 258     | -            | -            | -      | -      | -       | -       |
| 2024             | 2024             | 9e      | 446     | 3e       | 318      | 13e     | 128     | -            | -            | -      | -      | -       | -       |

### Championnats d'Autriche
2022 : 5e du super G à Montafon
2023 : 4e de la descente à Hinterstoder